# MM 80 Reefer
MM 80 Reefer ist ein vom Schiffsarchitekturbüro Multi Maritime in Førde entworfener Kühl- und Containerschiffstyp. Von dem Schiffstyp wurden zwei Einheiten gebaut. Auf dem Entwurf basiert der etwas veränderte Schiffstyp „MM 80 Reefer Mark II“, von dem in den Jahren 2006 bis 2009 vier Einheiten gebaut wurden.

## Geschichte
Die Schiffe wurden auf der Werft Vaagland Båtbyggeri in Vågland gebaut. Die Rümpfe der Schiffe wurden von der Werft Stocznia Marynarki Wojennej in Gdynia zugeliefert.
Die Schiffe wurden ursprünglich für die Egil Ulvan Rederi in Trondheim und die Coldstore & Transport Group in Sortland gebaut. Mit der Übernahme der Mehrheit an der Coldstore & Transport Group durch Eimskip im Jahr 2004 kam das zweite der beiden Schiffe noch vor dessen Bau zu Eimskip. Ende 2005 kaufte Eimskip auch die gerade erst abgelieferte Kristian With von der Egil Ulvan Rederi und nannte sie in Svartfoss um.
Eimskip verkaufte die Storfoss im Jahr 2009 an NorLines. Neuer Name des Schiffes wurde Nordkinn. 2017 verkaufte NorLines das Schiff an NTS Shipping Færøerne.

## Beschreibung
Der Antrieb der Schiffe erfolgt durch einen Viertakt-Neunzylinder-Dieselmotor des Herstellers MAN (Typ: 9L27/38) mit 3060 kW Leistung, der über ein Untersetzungsgetriebe auf einen Verstellpropeller mit Beckerruder wirkt. Die Schiffe erreichen eine Geschwindigkeit von 16 kn. Sie sind mit je einer Querstrahlsteueranlage im Bugbereich mit 500 kW Leistung und im Heckbereich mit 350 kW Leistung ausgestattet. Für die Stromerzeugung stehen ein vom Hauptmotor angetriebener Stamford-Generator mit 1140 kVA Scheinleistung sowie zwei Dieselgeneratorsätze, bei denen je ein Stamford-Generator mit 556 kVA von je einem Scania-Motoren mit 496 kW Leistung angetrieben wird.
Die Schiffe sind mit mehreren Laderäumen ausgestattet – die zuerst gebaute Kristian With hat vier, die später gebaute Storfoss drei Laderäume, die sich auf die Tankdecke, das Zwischendeck und das Hauptdeck verteilen.
In den Laderäumen kann temperaturgeführte Ladung befördert werden. Die Temperatur kann in jedem Laderaum individuell eingestellt werden. Das Laderaumvolumen beträgt 4345 m³ auf 1730 m² Grundfläche. In den Räumen können rund 1800 Paletten befördert werden.
Die Laderäume sind über eine nach oben aufklappbare Seitenpforte etwa mittschiffs auf der Backbordseite der Schiffe zu erreichen. Hier sind zwei Hebeplattformen, die jeweils 3,05 m × 1,40 m groß sind und 4,1 t heben können, installiert.
Hinter dem Deckshaus befindet sich ein Schutzdeck, dahinter das tiefer liegende Hauptdeck. An Deck stehen 775 m² zur Verfügung. Hier können 28 40-Fuß-Container und vier 20-Fuß-Container, aber auch andere Ladung, befördert werden. Es stehen 30 Anschlüsse für Kühlcontainer zur Verfügung. Die Decksladung darf nicht mehr als 1250 t wiegen.
Für den Ladungsumschlag steht ein Deckskran von TTS Marine zur Verfügung. Der Kran, der bis zu 50 t heben kann, befindet sich auf der Backbordseite hinter der Seitenpforte.
Die Decksaufbauten befinden sich im vorderen Bereich der Schiffe. Im Deckshaus befinden sich zehn Kabinen für die Schiffsbesatzung, neun Einzel- und eine Doppelkabine. Die Schiffe werden üblicherweise mit einer achtköpfigen Besatzung betrieben. Die geschlossene Brücke geht über die gesamte Schiffsbreite. Die beiden Nocken sind in die Brücke integriert und reichen zur besseren Übersicht etwas über die Rumpfbreite hinaus.
Die Rümpfe der Schiffe sind eisverstärkt (Eisklasse C).

## Schiffe
| MM 80 Reefer  | MM 80 Reefer | MM 80 Reefer | MM 80 Reefer                                       | MM 80 Reefer                  |
| Bauname       | Bau- nummer  | IMO- Nummer  | Kiellegung Stapellauf Fertigstellung               | Umbenennungen und Verbleib    |
| ------------- | ------------ | ------------ | -------------------------------------------------- | ----------------------------- |
| Kristian With | 136          | 9323089      | 22. Oktober 2004 25. März 2005 11. November 2005   | 2005: Svartfoss               |
| Storfoss      | 137          | 9333644      | 14. Oktober 2005 14. Februar 2006 9. November 2006 | 2009: Nordkinn, 2019: Rotsund |

Die Kristian With kam unter der Flagge Panamas in Fahrt. Nach dem Verkauf des Schiffes an Eimskip und der Umbenennung in Svartfoss kam das Schiff unter die Flagge Antigua und Barbudas. 2017 wurde das Schiff unter norwegische Flagge gebracht.
Die Storfoss kam unter der Flagge Antigua und Barbudas in Fahrt. Nach dem Verkauf des Schiffes an NorLines wurde das Schiff als Nordkinn unter die Flagge der Färöer gebracht. 2019 wurde das Schiff umgebaut und mit einer Entladeeinrichtung für die Versorgung von Offshore-Aquakulturen ausgerüstet. Neuer Name des nun unter norwegischer Flagge fahrenden Schiffes wurde Rotsund.